# Jesús Narro
Jesús Narro Sancho (Tolosa, Guipúzcoa, España, 4 de enero de 1922-7 de enero de 1987) es un futbolista español que jugaba de centrocampista.

## Trayectoria
Comenzó jugando en el Real Murcia C. F. entre 1942 y 1948, momento en que fichó por el Real Madrid C. F. Allí militó hasta 1953 y anotó trece goles en Primera División, incluyendo un hat-trick en un encuentro ante el F. C. Barcelona disputado en el estadio de Chamartín el 14 de enero de 1951, que finalizó con una victoria madridista por 4-1. Esa misma temporada ya había conseguido anotar cuatro goles frente a la U. D. Lérida y otros tres contra el C. D. Alcoyano.
Durante la segunda vuelta de la campaña 1952-53 fue cedido al Real Gijón y en 1954 regresó al Real Murcia, donde abandonó la práctica del fútbol.

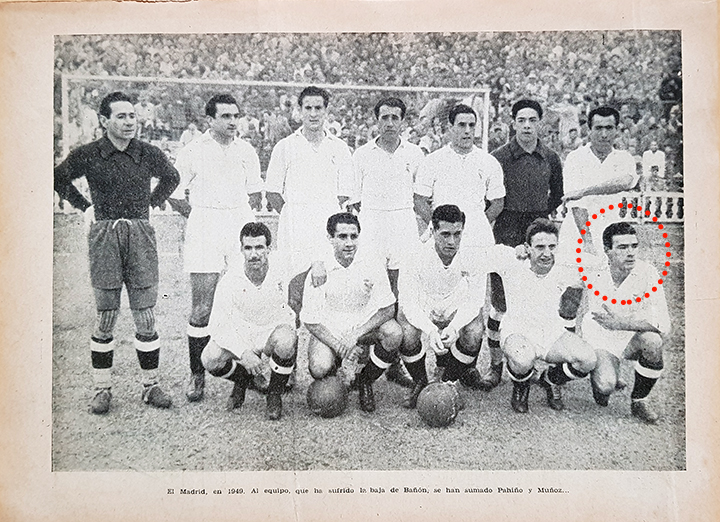
Narro, con el Real Madrid C. F. en 1949.

## Clubes
| Club              | País   | Año       |
| ----------------- | ------ | --------- |
| Real Murcia C. F. | España | 1942-1948 |
| Real Madrid C. F. | España | 1948-1952 |
| Real Gijón        | España | 1952-1953 |
| Real Madrid C. F. | España | 1953-1954 |
| Real Murcia C. F. | España | 1954      |